# Sócrates Nolasco
Arístides Sócrates Henríquez Nolasco (* 20. März 1884 in Enriquillo; † 2. Juli 1980 in Santo Domingo) war ein dominikanischer Schriftsteller, Essayist und Historiker, Diplomat und Politiker.

## Leben
Der Sohn des Generals Manuel Henríquez y Carvajal besuchte die Schule in seinem Heimatort, später in Santo Domingo, und studierte von 1906 bis 1913 Literatur in Kuba. 1913 wurde er in die Verfassungsgebende Versammlung gewählt. Im Folgejahr wurde er Generalkonsul der Dominikanischen Republik in Puerto Rico. Von diesem Posten trat er aus Protest gegen die Okkupation der Dominikanischen Republik durch die USA 1916 zurück. 1927 heiratete er die Musikwissenschaftlerin Flérida Lamarche Henríquez.
Ab 1930 war Nolasco Generalkonsul in Venezuela. In dieser Zeit entstanden Werke wie El general Pedro Florentino y un momento de la Restauración (1930), Cuentos del Sur (1939) und Viejas memorias (1941). 1944 wurde er korrespondierendes Mitglied der Dominikanischen Geschichtsakademie. 1950 ging Nolasco ins Exil nach Puerto Rico, wo er Luis Muñoz Marín kennenlernte und das Buch Escritores de Puerto Rico verfasste. Von 1951 bis zu seiner Rückkehr in die Dominikanische Republik lebte er in Kuba.
1958 wurde Nolasco Senator in der Dominikanischen Republik. Als einziger Kongressabgeordneter widersetzte er sich, nur von dem Priester Eliseo Pérez Sánchez unterstützt, einem Gesetzesvorhaben des Diktators Rafael Trujillo zur Einführung der Todesstrafe. 1961 zog er sich aus gesundheitlichen Gründen aus der Politik zurück. Die Universidad Autónoma de Santo Domingo zeichnete ihn  1973 mit einer Ehrenprofessur aus.

## Werke
- Erzählungen
  - Cuentos del Sur, 1939
  - Cuentos Cimarrones, 1958
  - El diablo ronda en los Guayacanes, 1967
- Anthologien
  - El cuento en Santo Domingo, 1957
  - Escritores de Puerto Rico: Nemesio R. Canales, Antonio Pérez Pierret, Miguel Guerra Mandragón, Luis Lorréns Torres, 1963
- Essays
  - El General Pedro Florentino y un momento de la Restauración, 1938
  - Viejas memorias (Primera serie), 1941
  - Una provincia folklórica: Cuba, Puerto Rico y Santo Domingo, 1952
  - Comentarios a la historia de Jean Price-Mars, 1955
  - José María Cabral (el guerrero) 1816-1899, 1963
  - Viejas memorias. (Segunda serie), 1968
  - Comentarios diversos, 1975
  - Ocupación militar de Santo domingo por los Estados Unidos 1916-1924, 1971